# Lučani (selo)
Lučani (selo) (en serbe cyrillique : Лучани (село)) est un village de Serbie situé dans la municipalité de Lučani, district de Moravica. Au recensement de 2011, il comptait 505 habitants.

## Démographie

### Évolution historique de la population
| 1948 | 1953 | 1961  | 1971 | 1981 | 1991 | 2002 | 2011 |
| ---- | ---- | ----- | ---- | ---- | ---- | ---- | ---- |
| 332  | 915  | 1 097 | 442  | 552  | 649  | 328  | 505  |

|  |